# Xol Qaraqaşlı
Xol Qaraqaşlı è un comune dell'Azerbaigian situato nel distretto di Neftçala.